# Гедес, Рожер
Рожер Круг Гедес (порт.-браз. Róger Krug Guedes; 2 октября 1996, Ибируба, Риу-Гранди-ду-Сул) — бразильский футболист, нападающий клуба «Эр-Райян».

## Биография
Начал футбольную карьеру в составе молодёжной команды «Гремио». В 2011 году перешёл в клуб «Крисиума» в составе которого 23 ноября 2014 года дебютировал в чемпионате Бразилии в матче против «Фламенго». Игра закончилась со счётом 1:1, Рожер отдал голевую передачу. Первый гол в рамках чемпионата Бразилии забил 6 декабря 2014 года, забив в ворота «Коринтианса». По итогам сезона «Крисиума» заняла 20-е место и выбыла в Серию B. В течение сезона 2015 года футболист провёл 21 матч в Серии B.
В апреле 2016 года Рожер Гедес перешёл в «Палмейрас». Дебют за новую команду в чемпионате Бразилии состоялся 14 мая 2016 года в матче против «Атлетико Паранаэнсе», тогда же футболист забил первый гол за «Палмейрас». Вместе с командой стал чемпионом Бразилии 2016 года.
В январе 2018 года был отдан в аренду в «Атлетико Минейро».

## Достижения
- Чемпион Бразилии (1): 2016
- Обладатель Кубка Китайской футбольной ассоциации (1): 2020